# 童国贵
童国贵（1916年—1994年），中国人民解放军将领、中国人民解放军开国少将。
曾任中国人民解放军26军副军长。1955年，授予中国人民解放军少将。